# Diocese de Trois-Rivières
A Diocese de Trois-Rivières (Dioecesis Trifluvianensis in Canada) é uma diocese localizada na cidade de Trois-Rivières, na província de Quebec, pertencente a Arquidiocese de Quebec no Canadá. Foi fundada em 1852 pelo Papa Pio IX. Com uma população católica de 226.302 habitantes, sendo 97,7% da população total, possui 62 paróquias com dados de 2018.

## História
Em 8 de junho de 1852 o Papa Pio IX cria a Diocese de Trois-Rivières e a Diocese de Saint-Hyacinthe, a partir dos territórios da Arquidiocese de Québec e da então Diocese de Montreal. Em 1874 a Diocese de Trois-Rivières, juntamente com a Diocese de Saint-Hyacinthe e Arquidiocese de Québec perdem território para a formação da Diocese de Sherbrooke. Em 1882 perde novamente território junto com a Arquidiocese de Saint-Boniface e da então Diocese de Otawa para a formação do então Vicariato Apostólico de Pontiac. Em 1885 perde território para a formação da Diocese de Nicolet. Em 2007 ganha parte do território da Diocese de Amos. 

## Lista de bispos
A seguir uma lista de bispos desde a criação da diocese em 1852.
|                          | Nome                               | Período                  | Notas                            |
| Bispos de Trois-Rivières | Bispos de Trois-Rivières           | Bispos de Trois-Rivières | Bispos de Trois-Rivières         |
| ------------------------ | ---------------------------------- | ------------------------ | -------------------------------- |
| 10º                      | Martin Laliberté, PME              | 2022 - atual             |                                  |
| 9º                       | Luc-André Bouchard                 | 2012 - 2021              | Bispo emérito                    |
| 8º                       | Martin Veillette                   | 1996 - 2012              | Bispo emérito                    |
| 7º                       | Laurent Noël                       | 1975 - 1996              | Bispo emérito                    |
| 6º                       | Georges-Léon Pelletier             | 1947 - 1975              |                                  |
| 5º                       | Maurício Roy                       | 1946 - 1947              | Nomeado arcebispo de Quebec      |
| 4º                       | Alfred-Odilon Comtois              | 1934 - 1954              | Faleceu no cargo                 |
| 3º                       | François-Xavier Cloutier           | 1899 - 1934              | Faleceu no cargo                 |
| 2º                       | Louis-François Richer dit Laflèche | 1870 - 1898              | Faleceu no cargo                 |
| 1º                       | Thomas Cooke                       | 1852 - 1870              | Faleceu no cargo                 |
| Bispo coadjutor          |                                    |                          |                                  |
|                          | Louis-François Richer dit Laflèche | 1866- 1870               |                                  |
| Bispos auxiliares        |                                    |                          |                                  |
|                          | Pierre Olivier Tremblay, O.M.I.    | 2018-2022                | Nomeado Bispo de Hearst-Moosonee |
|                          | Martin Veillette                   | 1986- 1996               |                                  |
|                          | Alfred-Odilon Comtois              | 1926- 1934               |                                  |